# Friends Arena
Friends Arena, cũng được gọi là Nationalarenan, là một sân vận động đa năng có mái che có thể thu vào ở Stockholm, Thụy Điển. Nằm bên cạnh hồ Råstasjön ở Solna, ở phía bắc trung tâm thành phố, đây là sân vận động lớn nhất ở Scandinavia. Kể từ khi khai trương, địa điểm này đã trở thành sân vận động quốc gia của Thụy Điển cho môn bóng đá nam, do đó có tên gọi như vậy. Những người thuê chính của sân vận động là đội tuyển bóng đá quốc gia Thụy Điển và câu lạc bộ bóng đá Allsvenskan AIK; cả hai đều chuyển đến từ sân nhà trước đây của họ tại Sân vận động Råsunda. Địa điểm có sức chứa 50.000 chỗ ngồi cho các trận đấu bóng đá và 65.000 chỗ ngồi cho các buổi hòa nhạc, nhưng sân vận động có thể được thu nhỏ để phục vụ cho các sự kiện nhỏ hơn với khoảng 20.000 người.

## Lịch sử
Ban đầu có kế hoạch xây dựng một sân vận động quốc gia mới gần địa điểm trong nhà Ericsson Globe ở Stockholm, nhưng vào ngày 1 tháng 4 năm 2006, Hiệp hội bóng đá Thụy Điển (SvFF) đã đưa ra quyết định xây dựng sân vận động mới ở Solna. Nó được tính toán để tiêu tốn khoảng 1,9 tỷ krona (202 triệu euro) để hoàn thành. Chi phí ước tính trước khi xây dựng đã bắt đầu là 2,3 tỷ krona. Nó thay thế sân vận động Råsunda, sân vận động bóng đá quốc gia cũ của Thụy Điển. Råsunda đã bị phá hủy và thay thế bởi khoảng 700 căn hộ và tòa nhà văn phòng, khiến nó trở thành sân vận động đầu tiên tổ chức World Cup từng bị phá hủy.
Swedbank mua lại quyền đặt tên cho sân vận động trong một thỏa thuận trị giá 153 triệu krona (khoảng 20,5 triệu euro) sẽ kéo dài đến năm 2023. Trong khi sân vận động ban đầu được gọi là Swedbank Arena, Swedbank tuyên bố vào năm 2012 rằng họ sẽ trao quyền đặt tên cho Friends, một tổ chức phi lợi nhuận chống lại bạo lực học đường mà Swedbank là nhà tài trợ. Do đó, sân vận động được đổi tên thành Friends Arena.

## Cơ cấu và cơ sở vật chất
Sân vận động có một mái che có thể thu vào, cho phép các sự kiện diễn ra trong mùa đông và tổ chức các chương trình giải trí trong nhà. Mặt tiền của sân vận động có thể được thắp sáng trong 17 triệu bảng màu khác nhau. Ví dụ, sân vận động được thắp sáng màu xanh và màu vàng khi đội tuyển quốc gia Thụy Điển đang chơi trận đấu. Friends Arena là sân vận động xếp hạng 4 của UEFA và sân cỏ tự nhiên có kích thước 105 x 68 m. Ở giữa sân vận động, một khối phương tiện truyền thông lớn rộng 240 m² được đặt nơi khán giả có thể theo dõi những gì đang diễn ra. Ngoài ra, 647 màn hình LED được lắp đặt trên toàn bộ cơ sở để nâng cao trải nghiệm của khách.

## Sự kiện

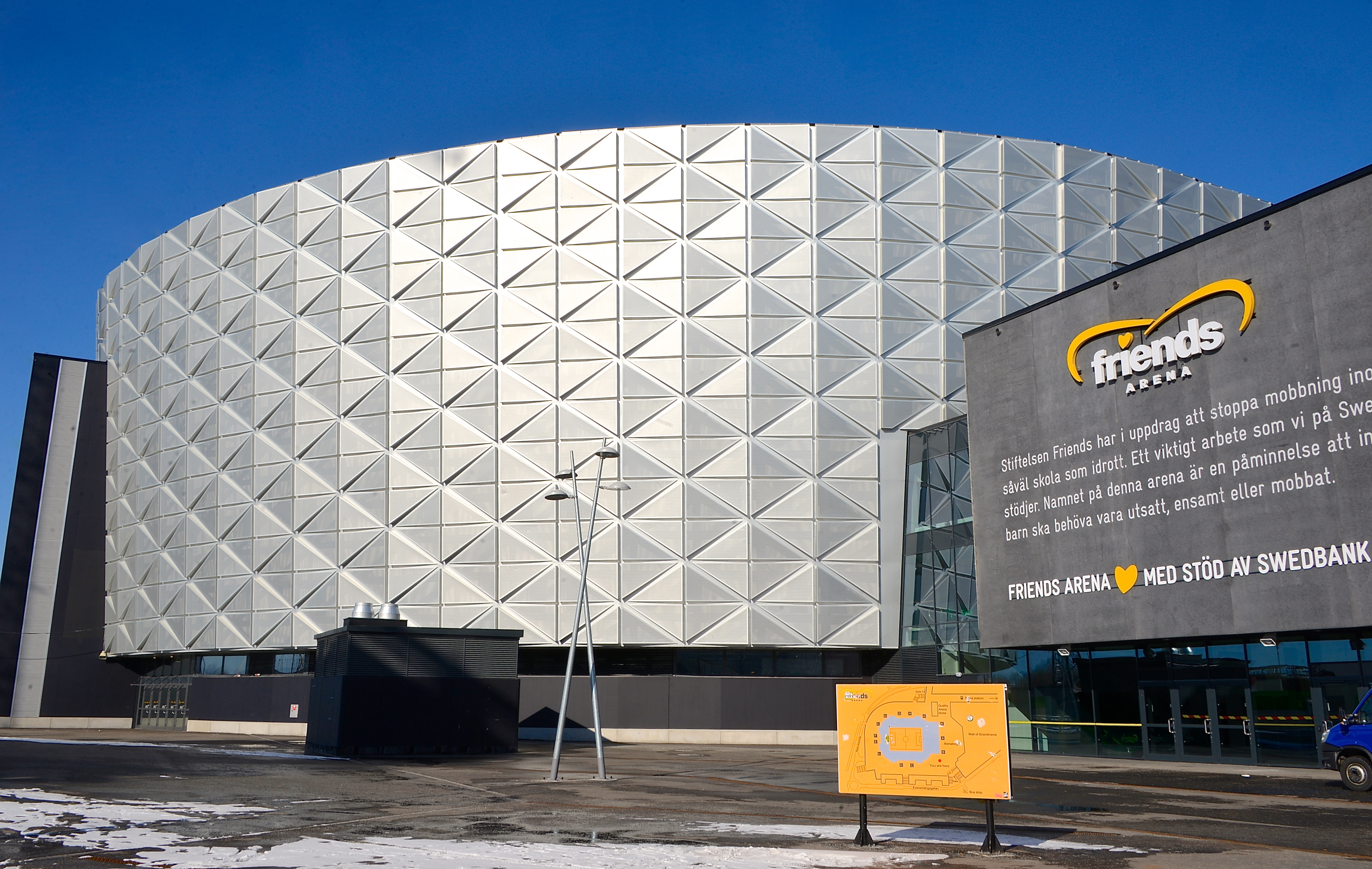
Bên ngoài Nationalarenan

Công chúa Victoria của Thụy Điển tuyên bố đấu trường được khánh thành trong lễ khai mạc diễn ra tại địa điểm vào ngày 25 tháng 10 năm 2012. Buổi biểu diễn do đạo diễn nổi tiếng người Thụy Điển Colin Nutley chỉ đạo, mang tên "Svenska ögonblick" (Những khoảnh khắc của Thụy Điển). Các nghệ sĩ như Agnes Carlsson, The Hives, Icona Pop, Loreen, First Aid Kit và Roxette đã trình diễn trước 46.000 người. Hơn nữa, 1.700.000 khán giả truyền hình đã xem trực tiếp buổi lễ khánh thành tại SVT1.
Swedish House Mafia đã thực hiện ba buổi hòa nhạc trong chuyến lưu diễn One Last Tour của họ tại đấu trường. Tổng cộng có khoảng 115.000 người đã đến Friends Arena trong ba buổi hòa nhạc cháy vé vào tháng 11 năm 2012.
Vào ngày 14 tháng 11 năm 2012, sân vận động đã tổ chức trận đấu bóng đá đầu tiên. Zlatan Ibrahimović đã ghi bàn thắng đầu tiên tại sân vận động quốc gia mới của Thụy Điển trong chiến thắng 4–2 trước Anh. Trận đấu đã được xem bởi 49.967 người, cho đến năm 2017 là kỷ lục khán giả cho một sự kiện thể thao.

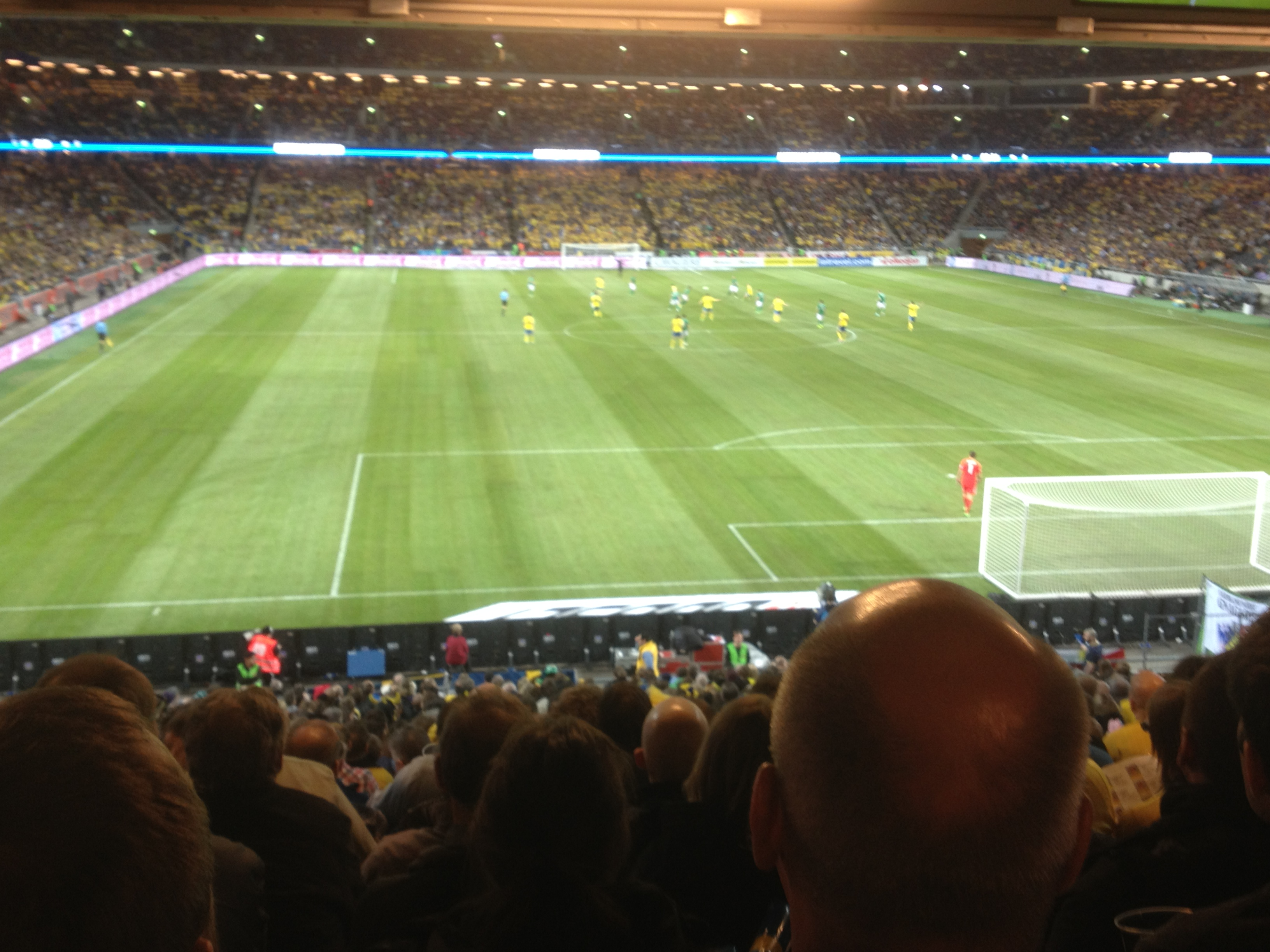
Thụy Điển vs Cộng hòa Ireland, 22 tháng 3 năm 2013

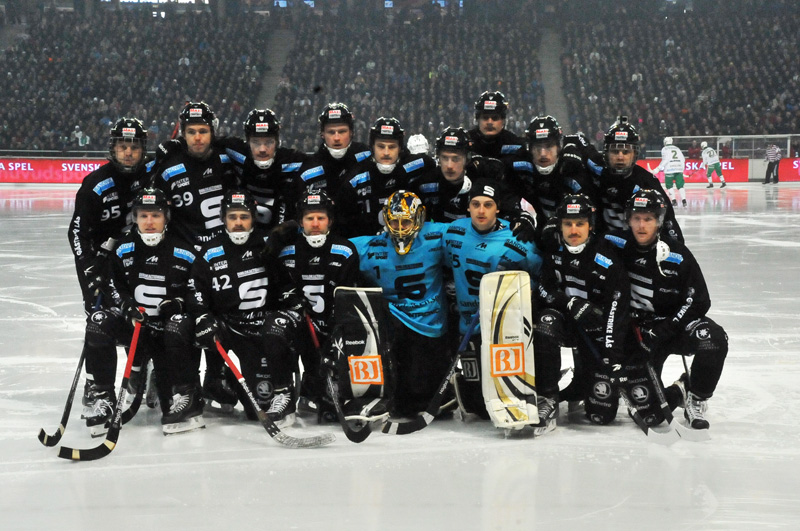
Các cầu thủ Sandvikens AIK trước trận chung kết giải bandy vô địch quốc gia nam Thụy Điển 2013.

Một kỷ lục khán giả mới cho bandy Thụy Điển đã được thiết lập tại trận chung kết giải bandy vô địch quốc gia Thụy Điển 2013, khi Hammarby IF đánh bại Sandvikens AIK trước 38.474 khán giả dưới mái nhà được đóng kín.
AIK đã chơi trận đấu đầu tiên của họ vào ngày 7 tháng 4 năm 2013. Đội khách Syrianska FC đã thành công trong việc giành được một điểm sau một trận đấu không bàn thắng, nhưng càng tốt cho AIK, họ đã lập kỷ lục khán giả mới của câu lạc bộ cho một trận đấu trên sân nhà ở Allsvenskan là 43.463 người.
Bruce Springsteen & The E Street Band đã biểu diễn ba buổi hòa nhạc cháy vé tại Nationalarenan từ ngày 3 đến ngày 11 tháng 5 năm 2013 trong chuyến lưu diễn Wrecking Ball Tour của họ, phá vỡ kỷ lục khán giả của địa điểm với hơn 55.000 khán giả mỗi buổi biểu diễn. Để cảm ơn người hâm mộ Thụy Điển vì sự ủng hộ và trung thành trong thời gian dài của họ, Springsteen đã chơi toàn bộ album trong các buổi hòa nhạc: Born To Run vào ngày 3 tháng 5, Darkness on the Edge of Town vào ngày 4 tháng 5 và Born In The U.S.A. vào ngày 11 tháng 5.
Trận chung kết của Giải vô địch bóng đá nữ châu Âu 2013 diễn ra vào ngày 28 tháng 7 năm 2013. 41.301 người đã theo dõi Đức vượt qua Na Uy với tỷ số 1–0. Trận đấu đã thiết lập một kỷ lục khán giả mới cho một trận đấu Euro nữ. Solna cũng trở thành thành phố đầu tiên ở Châu Âu đăng cai cả 4 giải vô địch bóng đá lớn (Giải vô địch bóng đá thế giới, Giải vô địch bóng đá nữ thế giới, Giải vô địch bóng đá châu Âu và Giải vô địch bóng đá nữ châu Âu). Nhà thi đấu cũng tổ chức đua xe mô tô tốc độ trong khuôn khổ giải vô địch thế giới Speedway Grand Prix và đã tổ chức Speedway Grand Prix of Scandinavia từ năm 2013. Đường đua tạm thời tại nhà thi đấu dài 275 mét (301 yard).
Nhà thi đấu cũng đã tổ chức trận chung kết Melodifestivalen kể từ năm 2013. Sân vận động được chọn làm địa điểm cho trận chung kết UEFA Europa League 2017 vào năm 2015.
Pearl Jam biểu diễn tại sân vận động vào ngày 28 tháng 6 năm 2014. Buổi biểu diễn là khởi đầu cho chặng châu Âu của chuyến lưu diễn Lightning Bolt Tour của họ.
AC/DC đã biểu diễn tại địa điểm vào ngày 19 tháng 7 năm 2015 trước một đám đông đã bán hết vé gồm 53.000 người. Vào ngày 26 tháng 7 năm 2016, Beyoncé đã biểu diễn tại sân vận động trước một đám đông đã bán hết vé gồm 48.519 người cho chuyến lưu diễn The Formation World Tour của cô.
Depeche Mode đã biểu diễn tại sân vận động vào ngày 5 tháng 5 năm 2017. Chương trình là đêm mở đầu của chuyến lưu diễn Global Spirit Tour của ban nhạc trước một đám đông đã bán hết vé gồm 36.400 người. Ariana Grande đã biểu diễn tại đây vào ngày 8 tháng 5 năm 2017. Buổi biểu diễn là bước khởi động cho chặng châu Âu trong chuyến lưu diễn Dangerous Woman Tour của cô.
Celine Dion sẽ mang chuyến lưu diễn Courage World Tour của cô đến sân vận động vào ngày 13 tháng 6 năm 2021. Đây sẽ là buổi biểu diễn đầu tiên của cô tại địa điểm.
Sân vận động là địa điểm diễn ra trận chung kết UEFA Europa League 2017 vào ngày 24 tháng 5 năm 2017 giữa Ajax và Manchester United; United đã thắng trận đấu với tỷ số 2–0. Guns N' Roses đã biểu diễn tại đây vào ngày 29 tháng 6 năm 2017 trong một buổi diễn đã bán hết vé trước đám đông hơn 55.000 người, ít hơn khoảng 1.000 người so với Bruce Springsteen, người đang giữ kỷ lục.
Vào ngày 5 tháng 12 năm 2019, Quỹ Tim Bergling đã tổ chức buổi hòa nhạc tưởng nhớ Avicii nhằm nâng cao nhận thức về sức khỏe tâm thần với các nghệ sĩ như David Guetta, Kygo, Aloe Blacc và Rita Ora biểu diễn. Buổi biểu diễn đã phá vỡ kỷ lục khán giả của Friends Arena.

## Điểm quan tâm

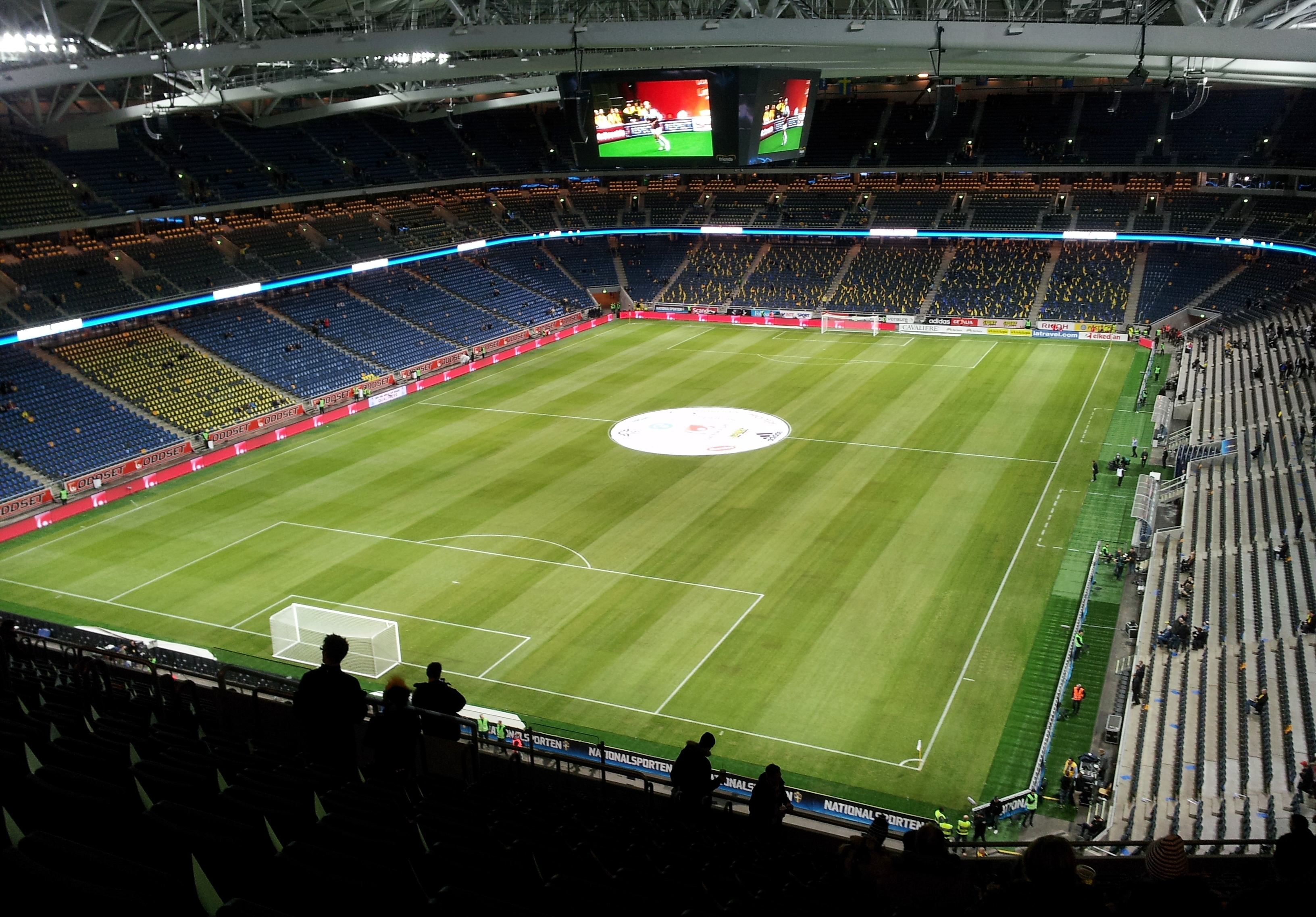
Bên trong Nationalarenan

Sân vận động nằm cách ga xe lửa đi lại Solna 700 mét (800 yard) đi bộ, nơi cũng có đường xe điện Tvärbanan và xe buýt địa phương (đi bộ lâu hơn một chút). Kinh tuyến 18 độ về phía đông chạy qua Nationalarenan.
Đấu trường nằm cách khoảng 6 km (3,7 dặm) từ Ga Trung tâm Stockholm, có bãi đậu xe cho 300 xe buýt điều lệ và 4.000 xe ô tô. Cùng với sân vận động, sẽ xây dựng một số khách sạn với tổng số khoảng 400 phòng, nhà hàng cho 8.000 khách, khu văn phòng cho 10.000 nhân viên, trung tâm hội nghị/triển lãm và 2.000 căn hộ. Ngoài ra, một trung tâm mua sắm, Mall of Scandinavia, với 240 cửa hàng và một rạp chiếu phim nhiều màn hình, đã mở cửa gần sân vận động vào năm 2015. Trung tâm mua sắm này là trung tâm mua sắm lớn nhất ở Thụy Điển.
Tổng dự án được tính toán trị giá hơn 4 tỷ SEK.

## Số lượng khán giả trung bình môn bóng đá[cần dẫn nguồn]
| Mùa giải | Đội tuyển bóng đá quốc gia Thụy Điển | Đội tuyển bóng đá quốc gia Thụy Điển | Đội tuyển bóng đá quốc gia Thụy Điển | Đội tuyển bóng đá quốc gia Thụy Điển |          | AIK                | AIK                       | AIK                      | AIK                      |
| Mùa giải | Trận đấu                             | Trung bình một mùa                   | Lượng khán giả nhiều nhất            | Lượng khán giả ít nhất               | Trận đấu | Trung bình một mùa | Lượng khán giả nhiều nhất | Lượng khán giả ít nhất   |                          |
| -------- | ------------------------------------ | ------------------------------------ | ------------------------------------ | ------------------------------------ | -------- | ------------------ | ------------------------- | ------------------------ | ------------------------ |
| 2012     | 1                                    | 49.967                               | 49.967 vs Anh                        | 49.967 vs Anh                        |          |                    |                           |                          |                          |
| 2013     | 7                                    | 41.973                               | 49.766 vs Bồ Đào Nha                 | 13.438 vs Na Uy                      | 15       | 18.900             | 43.466 vs Syrianska FC    | 9.388 vs Östers IF       |                          |
| 2014     | 4                                    | 27.926                               | 49.023 vs Nga                        | 15.421 vs Estonia                    |          | 15                 | 16.446                    | 30.650 vs IFK Göteborg   | 11.408 vs Falkenbergs FF |
| 2015     | 5                                    | 34.925                               | 49.053 vs Đan Mạch                   | 25.351 vs Montenegro                 |          | 15                 | 20.983                    | 43.713 vs IFK Göteborg   | 10.701 vs Falkenbergs FF |
| 2016     | 4                                    | 28.581                               | 37.942 vs Wales                      | 18.475 vs Cộng hòa Séc               |          | 15                 | 16.431                    | 30.843 vs Hammarby IF    | 8.507 vs BK Häcken       |
| 2017     | 4                                    | 44.810                               | 50.022 vs Luxembourg                 | 31.243 vs Belarus                    |          | 15                 | 17.807                    | 33.157 vs Djurgårdens IF | 10.342 vs Halmstads BK   |